# Mihail Petrov
Mihail Petrov (tiếng Bulgaria: Михаил Петров; sinh 1 tháng 7 năm 1986) là một cầu thủ bóng đá Bulgaria thi đấu ở vị trí tiền vệ cho Vitosha Bistritsa. Anh trước đây từng thi đấu cho Sportist Svoge, Akademik Sofia, Dorostol Silistra và Slivnishki Geroy Slivnitsa.